# Милена Јефтић Ничева Костић
Милена Јефтић Ничева Костић (Томашевац, 9. децембар 1943 — Београд, 25. мај 2021) била је српска сликарка, костимографкиња, сценографкиња, креаторка лутака и светска путница. Била је позната по својој оригиналности и многим талентима. Имала је уметничке резултате у свакој од уметничких области којима се бавила.
Била је пре свега велика српска и југословенска уметница, представница постмодернистичких покрета нове фигурације и нове предметности, неуморних оптичких и колористичких експеримената, блиских: pattern paintingu, op artu  и pop artu, док се послњдње две деценије упустила у сликарство чији је једини мотив свет флоре, цветница или тропског растиња, због чега су је прозвали српском „Џорџијом О'Киф". Била је велика легаторка својој земљи са легатима у Галерији Матице српске у Новом Саду и Кући легата у Београду.

## Биографија

### Одрастање
Милена Јефтић Ничева Костић је рођена 1943. године у богатој паорској породици, као прво дете мајке Станије и оца Живка. Њен брат Душан је седам година млађи. Рођена је у Банату код Зрењанина, чије је њиве и реку Тамиш касније овековечила у серији цртежа и пастела.
Конфискацију имовине њене породице 1949. године, драматично је доживела. Белина зидова испражњених соба њихове куће заузела је битно место у Миленином циклусу: Поправка чарапа и кројачки салони.
Рано је показала интересовање за цртање. Са седам година долази у Београд у посету својој тетки Босиљки Јефтић, удатој Димитријевић, са којом одлази у своју прву посету Народном музеју. Овај догађај ју је определио у смеру будуће професије. Код тетке је проводила и летње распусте, а ту ће и живети скоро две године током студија.
Основну школу завршава са одличним успехом. Младост проводи у Новом Саду где завршава Средњу уметничку школу. Након две године учења цртања и сликања, јер сликарски одсек није постојао, Милена се уписује на смер унутрашње архитектуре. За време средњошколских дана, важну улогу у њеном животу су имале Америчка читаоница, Трибина младих и Галерија Матице српске. После пет година образовања у овој престижној школи, Милену пут води за Београд.
Од 1963. до 1971. студира на Академији Примењених уметности у Београду, где је и завршила постдипломске студије на одсеку за сценски костим.
На другој години студија, Милена улази у брачну заједницу са Симоном Ничевим. Како би обезбедили средства за школовање, радили су разне послове, попут израде реклама, сајамских паноа и сл. 1964-1965. године, Милена илуструје часопис Студент.
Након завршених студија, Ничева је уметнички живот ступила радом на сценском костиму, да би се од 1970. године определила и за своју другу љубав - сликарство, којем је остала верна до краја живота.
Од 1969. године је чланица УЛУС-а и УЛУПУДС-а. Исте године се разводи од Симона Ничева. Од маја до октобра ради као модни креатор у фабрици трикотаже Зеленгора на Умци. Брзо напушта фабрику и конкурише у Малом позоришту, где ради као креаторка лутака, костимографкиња и сценографкиња од 1969. до 1998. године.

### Сликарство
1970. године слика прве беле тродимензионалне слике из циклуса: Кројачки салони и поправка чарапа. У то време ствара у атељеу позоришта, јер не поседује сопствени. Исте године учествује у првој сликарској колонији Почитељ.
Од 1971. до 1973. године служи се атељеом пријатеља у његовом одстуству, припремајући се за прву изложбу у марту 1972. године у Галерији Коларчевог народног универзитета. Излаже слике: Један човек и једна жена, Лептир и Кројачки салон госпође Иде.
Током 1972. године борави месец и по дана у Италији. Походи Рим, Фиренцу и Венецију, где се одушевљава раном ренесансом. Била је стипендиста Пољске владе 1973. Боравак у Пољској је за Милену од изузетног значаја јер је у то време драмско и луткарско позориште у Пољској било на веома високом нивоу. Посећује, између осталог, музеје и галерије, али није одушевљена пољским сликарством. Ипак она цени Пољску културу и често борави у тој земљи, где организује и две самосталне изложбе.
Исте године има има самосталну изложбу у Галерији 212 када излаже цртеже али и скице фломастером и тушем на папиру, што јесу сећања на њене цртеже из детињства које реализује уз помоћ линије, тачке и црте уз минималан колорит.
Године 1974. године излаже поново у Пољској, а 1975. у Галерији Дома омладине у Београду излаже слике већег формата из циклуса Поправка чарапа и кројачки салони. Излаже и на XII бијеналу младих у Ријеци. 1978. Борави у Паризу два месеца и свакодневно обилази Лувр и Музеј модерне уметности града Париза.
Пошто од 1979. до 1981. године живи у веома малом стану на Вождовцу и немогуће је да слика велика платна, почиње да користи пастеле, истичући колорит и тада започиње њен циклус: Главе и Животиње.
Добија стипендију Француске владе 1980. године и годину дана борави у Паризу, едукује се обилази изложбе. Прелази на технику уља на платну и тако наставља свој циклус Животиње. У мају 1981. у Паризу има самосталну изложбу.
Након што је почетком 80-их година (за циклус: Животиње) добила две откупне награде: Октобарског салона и  Пролећне изложбе, адаптира, у Улици 27. марта, таван и почиње да ствара у свом простору. Њен уметнички замах се шири и она ради, гостује на колонијама, поклања слике и делује широм Југославије и ван ње. Излаже у Грацу, Хелсинкију 1984. након чега поново мења технику и прелази на цртеже графитном оловком на папиру. Тако настаје циклус: Жита и оранице.
Године 1990. борави у Њујорку и Бостону. Деведесетих година излаже како у земљи, тако и у Шведској, Немачкој, Грчкој, Црној Гори итд. Док је трајало бомбардовање 1999. године, Милена није могла да слика, али је урадила двадесетк радова, на паусу са плавим пигментом и златним листићима. На листове пауса је наносила убоде иглама, оштрим алатима, а овај мали циклус је назвала: Избушено небо.
Двадесет и први век започиње изложбом али и новим утисцима и колоритом у Аустралији из чега ће се 2006. године изродити циклус: Цветање. То су кратки потези четком, вишеслојни пластични наноси, скупина цветова у апстрактном духу изразитог колорита. Креће на светска путовања. Обилази Мексико, Индију, Вијетнам, Камбоџу итд.
2006. године поклања Галерији Матице српске 30 својих дела (уља, комбиноване технике, пастеле, цртеже - дела настала од 1972-2005), а 2007. Кући легата покалања 18 слика и 12 радова на папиру. Касније Кући легата дарује још нека дела, тако да их је тамо похрањено укупно 69 и то из свих фаза њеног стваралаштва.

Током живота имала је око 50 самосталних изложби и преко 150 колективних.
- Милена Јефтић Ничева Костић, скице костима, лутака, сцене, Мало позориште &quot;Душко Радовић&quot;, Београд

### Мало позориште „Душко Радовић"
Успешно је радила у позоришту за децу, пре свега у матичном Малом позоришту "Душко Радовић", али и у многим другим широм Србије.
У костимографији, креирању лутака, свуда се осећао њен сликарски потез. Миленин рад на фактури материјала у позоришту испреплетен је са њеним сликарским инсталацијама, лутке из њеног детињства и позоришта, испољиле су се на њеним сликама, а слике су урасле у костиме и оживеле у простору позоришта.
У њеном луткарском опусу, заступљене су све луткарске технике. Осим лутака: гињола, гран-гињола, јавајки, сицилијанки, марионета са кратким и дугим концима и маски, бавила и луткарским техникама прављења плошних лутака.
У естетском смислу, у Миленином опусу распознајемо следеће преокупације: поетику закрпа, поетику наивног, поетику дечијег надреализма, поетику рустичног, поетику ружног, бављење народним фолклорним утицајима и ритуалима, поезију форме и боје. Сваком од ових преокупација, Милена се бави детиње, брзо, наивно и чисто и како би коју преокупацију усавршила, остављала би је за собом, кренувши у потрагу за неким својим новим делом детињства или успоменом.
Као ауторка сцене или костима, сарађивала је са редитељима Арсенијем Јовановићем, Видом Огњеновић, Миром Ерцег, Егоном Савином, Иваном Вујић, Татјаном Мандић Ригонат и др.
По речима Маријане Петровић, за Милену је костим био често вишре од костима јер се понекад трансформисао у сценографију, а понекад у лутку. Милена је поклонила један део свог живота Малом позоришту „Душко Радовић", стварајући с љубављу луткарске представе. Тежила је тоталном театру анимације, а њене визуализације представа, биле су  најлепше слике у покрету. Инсистирала је на томе да костими, сцена и лутке буду глумцу достојни партнери.
Изврсност Милене Јефтић Ничеве Костић је нарочито дошла до изражаја у луткарској представи Зрењанинског позоришта лутака Балкански митови, Србољуба Станковића. Ту је отишла много даље од реконструкције народних обичаја стварајући оригиналну уметничку целину која, иако се бави фолклором, на тренутке губи локална обележја и добија универзално значење. Њена решења су испољавала лепоту и магијску снагу камена, дрвета, коже, вуне, лана, растиња, свих материјала из човековог природног окружења. Ову представу су 1992. године наградили и Фестивал и публика на 24. Луткарским сусретима Србије  у Зрењанину, на 42. Сусрету позоришта Војводине,  на 37. Стеријином позорју у Новом Саду и на 26. Битефу.

#### Представе у Радовићу
У Малом позоришту „Душко Радовић“ измаштала је и креирала сјајне и необичне представе за памћење: 
- Симпатија и антипатија

- Судбина једног Чарлија
- Љуљашка
- Црвенкапа и збуњени вук
- Свемирски змај
- Лек против старења
- Две бабе и три жабе
- Мали принц
- Чудесни виноград
- Мало позориште "Душко Радовић", Београд; Представа: "Црвенкапа и збуњени вук", Зоранка Јанковић, Мелита Бихали, Зоран МиљковићЛажи кажи кабаре
- Алиса у земљи чуда
- Петао са репом дугиних боја
- Коларићу Панићу
- Пепељуга
- Лепотица и звер
- Талични Том и Далтони
- Бајка о цару и славују
- Звездани дечак
- Српска драма
- Девојчица са шибицама

#### Представе у другим театрима
- Корешподенција
- Како засмејати господара
- Богојављенска ноћ
- Војвоткиња од Малфија
- PLAY Александар Поповић
- Из живота кишних глиста
- Бергманова соната
- Фауст
- Тераса
- Сексуалне неурозе наших родитеља
- Царта де амор
- Чекај ме на небу љубави моја и др.[9]

### Ликовне колоније и симпозијуми
Милена ЈНК је учествовала на више од двадесет оваквих манифестација у земљи и иностранству.

### Награде
Милена ЈНК је за живота, односно током целог радног века освајала награде, годово на годишњем нивоу. У табели су награде поређане хронолошки:
| година | награда                                                            | институција                                              | град     |
| ------ | ------------------------------------------------------------------ | -------------------------------------------------------- | -------- |
| 1969.  | Златна преслица                                                    | Сајам моде и текстила                                    | Лесковац |
| 1971.  | Годишња награда                                                    | УЛУПУС                                                   | Београд  |
|        | Награда за костим                                                  | Фестивал АПС                                             | Кула     |
| 1973.  | Бронзана медаља                                                    | Изложба југословенског позоришног плаката и програма     | Нови Сад |
| 1974.  | Похвала за костим                                                  | Сусрети Војвођанских позоришта                           | Суботица |
| 1975.  | Сребрна медаља                                                     | IV Тријенале „Међународна сценографија и костимографија" | Нови Сад |
|        | Награде за лутке и костим                                          | X Сусрети луткарских позоришта Србије                    | Ниш      |
| 1978.  | Бронзана медаља                                                    | V Тријенале „Међународна сценографија и костимографија"  | Нови Сад |
|        | Награде за лутке                                                   | XIII Сусрети луткарских позоришта Србије                 | Нови Сад |
| 1980.  | Награда за сценографију                                            | VIII Сусрети луткарских позоришта БиХ                    | Бугојно  |
| 1981.  | Откупна награда                                                    | Пролећна изложба УЛУС-а                                  | Београд  |
| 1982.  | Откупна награда МСУ                                                | Октобарски салон                                         | Београд  |
|        | Стеријина награда                                                  | 27. Југословенске позоришне игре                         | Нови Сад |
|        | Божидар Валтровић                                                  | Годишња награда Малог позоришта                          | Београд  |
|        | Награда за лутке                                                   | XVII Сусрети луткарских позоришта Србије                 | Нови Сад |
| 1986.  | Награда златни осмех                                               | Дани сатире                                              | Загреб   |
| 1987.  | Награда за костим                                                  | 37. Сусрети војвођанских позоришта                       | Нови Сад |
| 1990.  | Сребрна медаља                                                     | IX Тријенале „Међународна сценографија и костимографија" | Нови Сад |
| 1991.  | Годишња награда                                                    | УЛУПУДС                                                  | Београд  |
| 1992.  | Велика награда Србије                                              | УЛУПУДС и Министарство културе РС                        | Београд  |
|        | Нграда за ликовност                                                | 42. Сусрети војвођанских позоришта                       | Нови Сад |
|        | Награда за лутке                                                   | XXVII Сусрети луткарских позоришта Србије                | Београд  |
| 1993.  | Награда за лутке                                                   | Југословенски фестивал за дјецу                          | Котор    |
| 1994.  | Награда за костим                                                  | Југословенски фестивал за дјецу                          | Котор    |
| 1998.  | Награда за костим                                                  | II Бијенале дизајна позоришног костима и сценографије    | Београд  |
| 1999.  | Годишња награда                                                    | УЛУПУДС                                                  | Београд  |
|        | Награда                                                            | Октобарски салон                                         | Београд  |
|        | Награда за цртеж                                                   | Бијенале цртежа и мале пластике                          | Београд  |
| 2000.  | Награда за лутке                                                   | Југословенски фестивал за дјецу                          | Котор    |
| 2004.  | Награда за костим                                                  | V Бијенале дизајна позоришног костима и сценографије     | Београд  |
| 2005.  | Мали принц (Награда за животно дело у домену рада у дечјем театру) | Међународни фестивал дечјих позоришта                    | Суботица |
| 2006.  | Награда за сликарство                                              | Јесења изложба                                           | Београд  |
| 2008.  | Награда за животно дело, за дизајн у позоришту                     | УЛУПУДС                                                  | Београд  |

## Галерија
Мало позориште "Душко Радовић", Београд; представа "Девојчица са шибицама", Татјанe Станковић, по мотивима приче Ханса Кристијана Андерсена; костимограф: Милена Јефтић Ничева Костић